# S5 0014+81
S5 0014+81 est un quasar ou blazar FSRQ (flat-spectrum radio quasars) lointain situé dans la constellation de Céphée. Il fait partie d'une galaxie elliptique géante à sursauts de formation d'étoiles.
S5 0014+81 est l'un des quasars les plus lumineux connus et possède l'un des trous noirs les plus massifs jamais recensé, d'une masse estimée à 40 milliards de masses solaires (M☉). 

## Caractéristiques
S5 0014+81 est l'un des blazars les plus lumineux connus, dégageant une puissance dépassant les 1041 watts. Sa magnitude bolométrique absolue est de -31,5 pour une luminosité de 3,846 × 1014 fois celle du Soleil, soit l'équivalent de 19 230 Voie Lactée.

### Trou noir supermassif

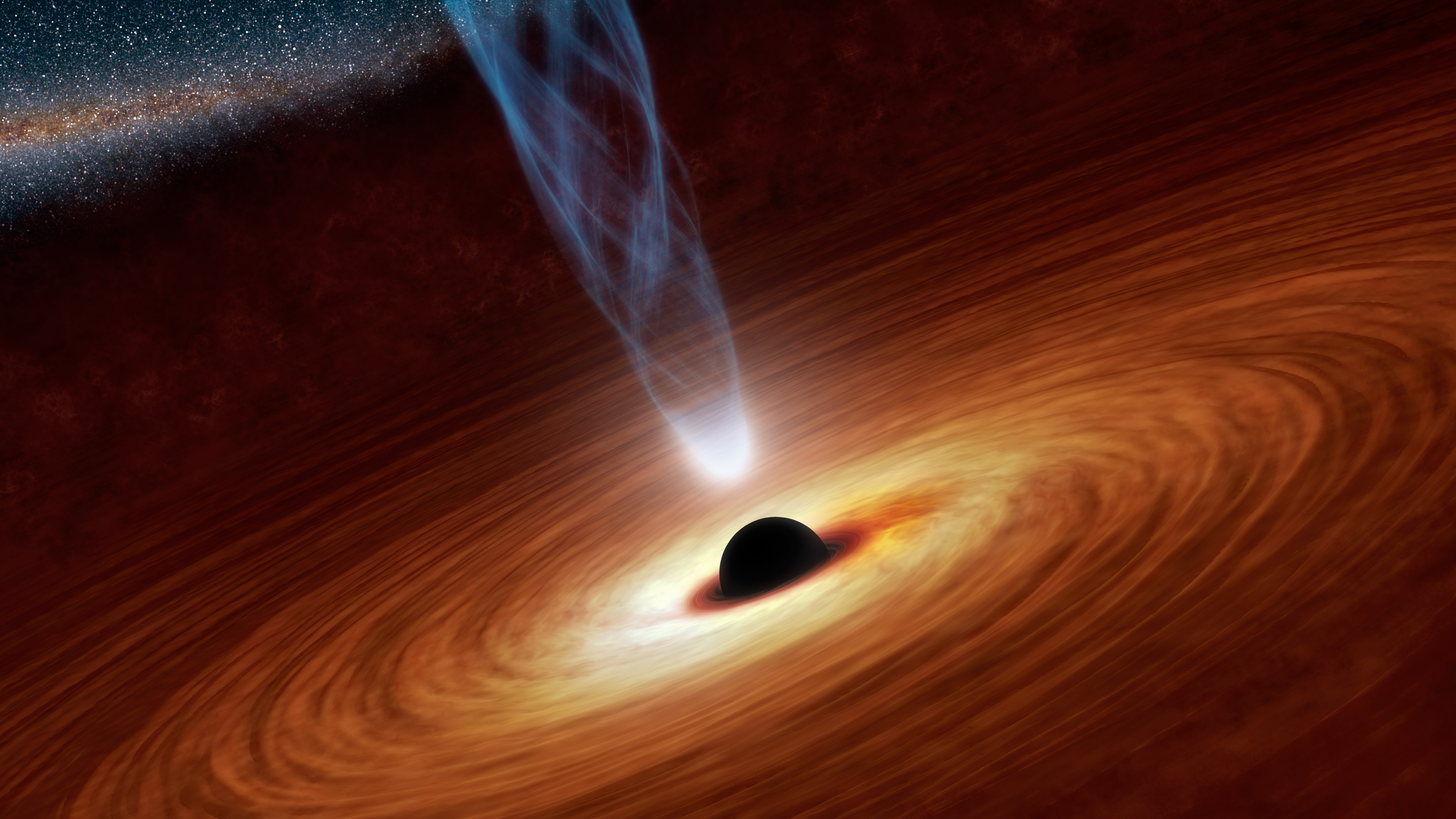
Vue d'artiste d'un trou noir supermassif.

Comme les autres blazars, S5 0014+81 possède un trou noir supermassif en son centre qui pourrait être à l'origine de son intense activité.
En 2009, une équipe d'astronome utilisant le télescope spatial SWIFT a déterminé la masse de ce dernier à l'aide de sa luminosité bolométrique. Ils ont obtenu une valeur 10 000 fois plus élevée que celle du trou noir situé au centre de la Voie lactée, soit environ 40 milliards de M☉,,. Cela en fait le deuxième trou noir le plus massif connu, plus de six fois plus massif que celui situé au centre de la galaxie elliptique M87, qui a détenu le record pendant 60 ans.
Un tel astre présenterait un rayon de Schwarzschild de 118 milliards de kilomètres. L'horizon externe du trou noir présente donc un diamètre de 240 milliards de kilomètres, soit environ 1 580 unités astronomiques. Ce diamètre correspond à celui de l'ergosphère. Ce trou noir transformerait l'équivalent de 4 000 M☉ chaque année.
Apparu seulement 1,6 milliard d'années après le Big Bang, il laisse croire que les trous noirs supermassifs sont apparus très rapidement dans l'histoire de l'Univers.